# یانوس ونسالو
یانوس ونسالو (استونیایی: Jaanus Veensalu؛ زادهٔ ۲۹ ژوئیهٔ ۱۹۶۴) بازیکن فوتبال اهل استونی بود.
وی همچنین در تیم ملی فوتبال استونی بازی کرده‌است.